# Sophronisca longula
Sophronisca longula là một loài bọ cánh cứng trong họ Cerambycidae.